# Baie Discovery
Pour les articles homonymes, voir Discovery.
La baie Discovery (en anglais : Discovery Bay) est une petite baie de la péninsule Olympique interconnectée au détroit de Juan de Fuca, dans l'État de Washington, aux États-Unis.
Elle s'appelait historiquement Port Discovery, d'après le HMS Discovery, un navire de l'expédition de 1792 par George Vancouver.